# Elin Marcko

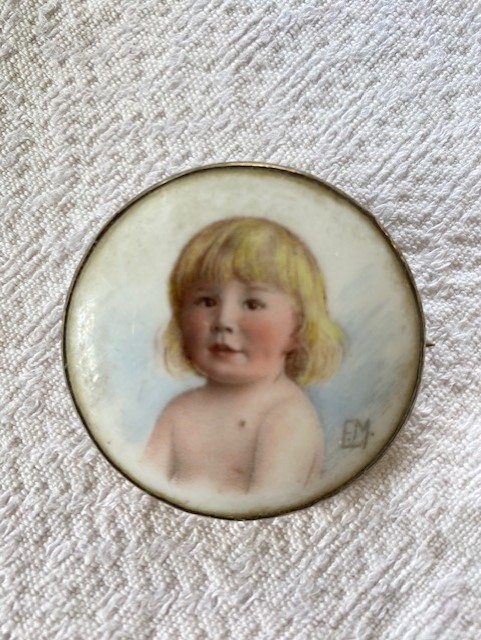
Elin Marcko, miniatyrporträtt av yngste sonen Birger Marcko. (1)

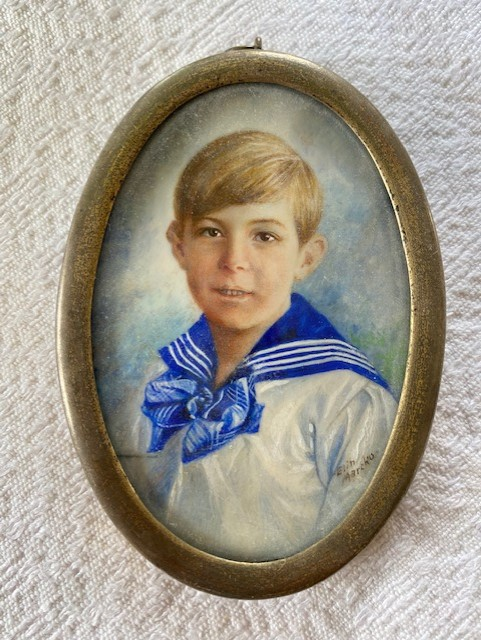
Elin Marcko, miniatyrporträtt av yngste sonen Birger Marcko. (2).

Elin Charlotta Marcko, född 15 januari 1873 i Kristinehamn, död 23 oktober 1931 i Stockholm, var en svensk målare och fotograf.
Hon var dotter till handlaren Johan Lindholm Nilsson och Ida Mathilda Ulrica Grell. Hon gifte sig 1902 med konstnären Anton Marcko och blev mor till konstnären Bert Marcko. Även yngste sonen Birger Marcko  var verksam som konstnär och reklamtecknare. 
Marcko arbetade i sin ungdom som tecknare vid Norrköpings Lithografiska AB. Hon studerade senare vid en målarskola och utgav 1900 en bok med mönsterritningar. Hon reste till Chicago 1901 och vistades där under ett år. Det var här som hon mötte sin blivande make Anton Marcko. I samband med Konst- och industriutställningen 1906 fick paret Marcko förtroendet att göra en detaljerad bild av staden. Resultatet blev Norrköping i fågelperspektiv (1906), målad i akvarell. Paret satt högst upp i det nybyggda vattentornet i Ektorp strax utanför stadskärnan och tecknade det detaljerade verket. För att få rätt antal fönster på byggnaderna lät de barnen springa ner till innerstaden för att räkna. Flera litografier av målningen hänger i offentliga byggnader i staden, bl a Norrköpings Stadsbibliotek. Originalet i familjens ägo. Hon medverkade i utställningar med Östgöta konstförening, tillsammans med sin man ställde hon ut i Norrköping 1911 och separat ställde hon ut i Stockholm 1930.
Hennes konst består av landskap och stilleben i akvarell och olja samt miniatyrporträtt på elfenben eller porslin. Marcko är representerad vid Östergötlands museum med ett självporträtt, utfört i akvarell på elfenben. Tillsammans med sin man var hon verksam som fotograf i det egna företaget Atelier Marcko i Norrköping.